# Île Dyer
Dyer est une île des Bermudes. 